# Zone vadose

Section d'un versant représentant la zone vadose et la zone saturée, avec la frange capillaire et la nappe phréatique. Les flèches indiquent le sens du courant des eaux souterraines.

La zone vadose ou zone non saturée (ZNS) du sol est la partie du sol ou du sous-sol située à l'interface entre atmosphère-pédosphère et la nappe phréatique. Dans cette zone, les pores du sol sont partiellement remplis d'eau (à l'exception de la frange capillaire) et de gaz (le plus souvent de l'air), contrairement à la zone saturée en eau (ou aquifères), dans laquelle la totalité du système poreux est rempli d'eau.
La taille de cette zone dépend très fortement des caractéristiques climatiques, du type de sol et de l'hydrogéologie. Elle peut être de quelques mètres tout au plus comme dans les polders, aux Pays-Bas (forte pluviosité, nappe phréatique haute) ou extrêmement profonde comme sous le Sahara (faible évaporation et nappe phréatique profonde).